# 喬許·普理查德
喬許·普理查德（英語：Josh Pritchard；1992年2月23日—）是一位威爾士足球運動員。在場上的位置是中場。他現在效力於英格蘭足球甲級聯賽球隊吉林漢姆足球俱樂部。

## 外部連結
- Soccerway資料庫：喬許·普理查德
- Fulham F.C. profile
- FAW profile（页面存档备份，存于）